# York Archaeological Trust
Der York Archaeological Trust for Excavation and Research Limited (kurz: York Archaeological Trust) ist eine gemeinnützige Bildungsorganisation, die 1972 in York gegründet wurde. Der Trust bietet kommerzielle archäologische Dienstleistungen an, führt archäologische Forschung in York, Yorkshire und ganz Großbritannien durch, und bietet andererseits öffentlich zugängliche Projekte an, organisiert Ausstellungen und Publikationen, um Informationen über Archäologie und Geschichte, mit dem Schwerpunkt der Geschichte von York, zu verbreiten.
Zu den Projekten des Trust zählen das Jórvík Viking Centre in der Coppergate in York, das sich auf der Grabungsstelle mit bahnbrechenden Funden aus der Wikingerzeit befindet, sowie die Ausstellungen DIG: an archaeological adventure in St Saviour, St Saviourgate, und Barley Hall, die Ausgrabung und Rekonstruktion eines mittelalterlichen Hauses im Coffee Yard in York.
Jedes Jahr bietet der Trust Interessierten an, selbst nach archäologischen Funden zu graben (Archaeology Live). Der Trust beschäftigt auch den Community Archaeologist der Stadt York.